# Dronning Maud Land
Dronning Maud Land er et område i Antarktis opkaldt efter den norske dronning Maud (1869-1938). 
Området er en del af Antarktis mellem 20° v.l. och 45° ø.l. og omfatter et område på omkring 2.700.000 km² mellem Coats Land i vest og Enderby Land i øst. Det er et øde plateau, dækket af en ca 2,5 km tyk ismasse. Kysten er fjeldagtig med klippetoppe på 3.600 m, som stiger op som nunatakker over isfladen. Området blev opdaget i 1820 af en russisk ekspedition. Det blev udforsket af flere norske ekspeditioner, bl.a. med hjælp af flyvere i årene 1927-30. Området blev 14. januar 1939 underlagt norsk overhøjhed. Som med andre landes territorielle krav i Antarktis er dette omstridt. Norge er sammen med andre lande med territoriale krav i Antarktis kommet overens om at lade kravet hvile. Der findes dog en norsk lov, som siger, at norsk lov er gældende indenfor Dronning Maud Land. I 2005 besøgte dronning Sonja af Norge landet som den første kongelige overhovedet.
Da Roald Amundsen nåede sydpolen den 14. december 1911, gav han indlandet navnet Haakon VII's vidde. Dette navn er dog ikke internationalt anerkendt.

## Geografi
Dronning Maud Land ligger mellem 20° vest og 45° øst og omfatter: 
Kronprinsesse Märtha Kyst,
Prinsesse Astrid Kyst,
Prinsesse Ragnhild Kyst,
Prins Harald Kyst,
Kronprins Olav Kyst og polarplateauet
Haakon VIIs vidde.
Fra isshelfen ud for kystlinjen stiger landskabet med mægtige isbræer gradvis til over 1000 meter. Der findes flere områder med markante bjerge og nunatakker, de højeste rager over 3.000 moh. Fra vest til øst ligger Vestfjella, Heimefrontfjella og Borgmassivet på Maudheimvidda, Gjelsvikfjella, Mühlig-Hofmannfjella og Wohlthatmassivet i Fimbulheimen, Sør-Rondane (Sydrondane) og Belgicafjella som de mest fremtrædende bjergkæder. Det højeste bjerg er Jøkulkyrkja med 3.148 moh.
Tre mægtige isbræer dræner denne del af Østantarktis. Ved 20° vest rinder Stancomb-Willsstraumen vestover ud over Brunt-isshelfen. Grænsen mellem Borgmassivet og Gjelsvikfjella og er præget af Jutulstraumen, som giver næring til Fimbulisen. Mellem Wohlthatmassivet og Sør-Rondane strømmer den 200 km brede Carsten Borchgrevinkis.
Ud for kysten ligger Peter I's Ø, som Norge har gjort krav på siden 1933, og Bouvetøen, som Storbritannien afstod til Norge i 1928.

## Biologi
Plantevæksten i Dronning Maud Land er stort set begrænset til lav, mosser og alger, som vokser i de snefrie områder med nunatakker.
Blandt fuglearter kan nævnes kejserpingvin og sydpolarkjove.
Blandt pattedyr kan nævnes weddellsæl, søleopard, krabbeædersæl og ross-sæl.

## Historie
Fabian Gottlieb von Bellingshausen er blevet tilskrevet opdagelsen af det antarktiske kontinent efter, at han den 27. januar 1820 rapporterede om observation af et islagt område "dækket med små bakker" på position 69°21′S 02°14′V / 69.350°S 2.233°V, ca. 30 km uden for kysten af Dronning Maud Land.
I perioden 1927–1937 udrustede forretningsmanden Lars Christensen, som drev udstrakt hvalfangst i Sydishavet, i alt ni ekspeditioner for at udforske hvalforekomster ud for Dronning Maud Land. Ekspeditionerne gennemførte også en kortlægning af kysten og dele af fastlandet, blandt andet ved hjælp af flyfotografering. I løbet af ekspeditionerne blev Bouvetøen, Peter I's Ø og Dronning Maud Land erklærede for norsk territorium. Den 14. januar 1939 blev Dronning Maud Land officielt annekteret af Norge.
Denne dag udsendte kong Haakon 7. af Norge følgende erklæring:
"Den parten av fastlandsstranda i Antarktis som tøyer seg ifrå grensa for Falkland Dependencies i vest (grensa for Coats Land) til grensa for Australian Antarctic Dependency i aust (45° austleg lengd) med det landet som ligg innafor denne stranda og det havet som ligg innåt, blir dregen inn under norsk statsvelde."
Tyskland repræsenteret ved den tyske generalfeldmarschall Hermann Göring gjorde krav på en del Dronning Maud Land mellem 20°E og 10°W fra 19. januar 1939. Området blev kaldt for Neuschwabenland. Det tyske krav blev fremsat den 10. april 1939. Med sin tidligere foretagne annektering kom Norge det tyske krav i forkøbet.
I 1959 undertegnet tolv nationer den internationale Antarktis-traktat, som skal forhindre, at kontinentet skal blive benyttet militært og sikre området for videnskabelige formål. I dens artikel IV er det klargjort, at Norge som følge af traktaten ikke opgiver nogen af sine eksisterende territorielle krav.

## Forvaltning og status
Dronning Maud Land forvaltes sammen med Bouvetøen og Peter I's Ø direkte fra Norge af Det Norske Polarinstitut (Norsk Polarinstitutt) som en del af Norska Antarktis. Denne forvaltningsstatus er omstridt. Til trods for, at norsk lov formelt er gældende i området, gælder dette kun i praksis for nordmænd og den norske forskningsstation.

## Forskning
I Dronning Maud Land findes et antal forskningsstationer. Der laves hovedsagelig forskning inden for fag som glaciologi, geologi, meteorologi, seismologi, gravimetri, oceanografi, biologi og atmosfærisk videnskab. Følgende forskningsstationer er helårsbemandede (fra vest mod øst):
- SANAE (Sydafrika)
- Troll (Norge)
- Neumayer (Tyskland)
- Maitri (Indien)
- Novolazarevskaja (Rusland)
- Syowa (Japan)

Desuden findes det en række andre baser, som enten kun har sommerdrift eller er automatisk drevne meteorologiske stationer. Sverige og Finland opererer hver sin sommerbemandede station, henholdsvis Svea og Aboa side om side på nunataken Basen i Vestfjella.
I forbindelse med Norsk Polarinstitutts 75-årsjubileum i 2003 blev den norske forskningsstation Troll opgraderet til en helårsstation, og Norge blev den sidste nation med områdekrav i Antarktis som åbnede en helårsstation. Stationen blev oprindelig opsat af den norske Antarktis-ekspedition 1989/90 og var en let konstruktion på 100 m2. Stationen var kun egnet til brug i sommerhalvåret, fra november til februar. Transport af folk og udstyr ind til forskningsstationen skete med båd fra Sydafrika til iskanten i Antarktis, for der efter at blive fragtet med bæltekøretøjer over 235 km ind på kontinentet og 1.300 moh.